# Juan Antonio Coloma Correa
Juan Antonio Coloma Correa (Santiago, 15 de julio de 1956) es un abogado y político chileno. Fue Presidente del Senado para la legislatura 2023-2024. Militante del partido Unión Demócrata Independiente (UDI), del cual se desempeñó como su secretario general (1994-2001), vicepresidente (2002-2004) y presidente (2008-2012). Se desempeñó como diputado de la República por el antiguo distrito n.º 31 durante tres periodos consecutivos, desde 1990 hasta 2002. Luego, ejerció como senador de la República en representación de la Circunscripción n.º 10 (Región del Maule) durante dos periodos consecutivos, desde 2002 hasta 2018. Desde marzo de 2018 funge el mismo cargo pero en representación de la reformada Circunscripción n° 9 —de la misma región—, por el periodo legislativo 2018-2026.
Es nieto del exparlamentario conservador Juan Antonio Coloma Mellado, y padre del diputado UDI Juan Antonio Coloma Álamos.

## Familia y estudios
Nació el 15 de julio de 1956, en Santiago de Chile. Es hijo de César Fernando Antonio Coloma Reyes y Carmen Teresa Correa Larraín, y por tanto nieto del político conservador Juan Antonio Coloma Mellado, que se desempeñó como parlamentario.
Realizó sus estudios primarios y secundarios en el Colegio San Ignacio de El Bosque (Santiago), del que egresó en 1973. Continuó los superiores en la Facultad de Derecho de la Pontificia Universidad Católica (PUC), donde se licenció en ciencias jurídicas y sociales. Se tituló de abogado en 1979. Recibió el «Premio Carlos Casanueva», otorgado por su casa de estudios.
Está casado con María Cecilia Álamos Jordán y es padre de ocho hijos, entre los cuales se encuentran Juan Antonio Coloma Álamos, actualmente diputado, y Jaime Coloma Álamos, exvicepresidente de las Juventudes UDI y excandidato a constituyente.
A partir de 1981, ha sido columnista de los diarios La Tercera, La Nación, y comentarista en diversos foros radiales.

## Carrera política

### Época Universitaria
Durante su época universitaria, en 1975, fue vicepresidente del Centro de Alumnos de Derecho de la Universidad Católica. En 1977, fue elegido Presidente de la Federación de Estudiantes de la Universidad Católica de Chile (FEUC), designado por la Dictadura militar, y paralelamente, asumió la representación de la entidad ante el Consejo Superior de Estudios.
Ese mismo año participó en el simbólico encuentro organizado por el Frente Juvenil de Unidad Nacional (FJUN) —del cual fue presidente entre 1980 y 1981— en la cima del cerro Chacarillas, para celebrar el día de la juventud, en el cual el general Augusto Pinochet, líder de la dictadura, pronunciaría un discurso en el que delinearía la nueva institucionalidad que regiría el Estado en los siguientes años.
Junto con militar en el FJUN, integró el grupo fundacional del Movimiento Unión Demócrata Independiente (UDI), donde también participó en la Comisión Política.
Entre 1977 y 1989, durante la dictadura militar del general Augusto Pinochet, se desempeñó como miembro del Consejo de Estado y participó en la gestación de la Constitución Política que fue plebiscitada nacionalmente en 1980.

### Diputado
En las elecciones parlamentarias de diciembre de 1989 se postuló a diputado por la Región Metropolitana resultando elegido por el distrito n° 31 (correspondiente a las comunas de Alhué, Curacaví, El Monte, Isla de Maipo, María Pinto Melipilla, Peñaflor, San Pedro y Talagante), por el periodo legislativo 1990-1994. Integró la Comisión Permanente de Gobierno Interior, Regionalización, Planificación y Desarrollo Social; y las comisiones especiales de Régimen Jurídico de las Aguas, de la Corporación de Fomento (Corfo), y de la Dirección General de Deportes y Recreación (Digeder).
En este periodo además, desde el 11 de marzo de 1990 hasta el 21 de diciembre de 1992 fue segundo vicepresidente de la Cámara de Diputados.
En las elecciones parlamentarias de 1993, obtuvo su reelección por el mismo distrito n° 31, por el período legislativo 1994-1998. Integró las comisiones permanentes de Relaciones Exteriores, Asuntos Interparlamentarios e Integración Latinoamericana; y fue reemplazante en la de Constitución, Legislación y Justicia, y de Minería y Energía.
Paralelamente, a nivel partidista, en 1994 fue elegido como secretario general de la Unión Demócrata Independiente, cargo que ejerció hasta 2001.
En las elecciones parlamentarias de 1997 consiguió su tercer periodo como diputado por el mismo distrito n° 31, por el periodo 1998-2002. En esta gestión parlamentaria integró las comisiones permanentes de Constitución, Legislación y Justicia; y la de Gobierno Interior, Regionalización, Planificación y Desarrollo Social.
En 1999, fue jefe de comunicaciones de la campaña presidencial de su compañero de partido Joaquín Lavín.

### Senador
En las elecciones parlamentarias de 2001 se postuló para senador por la Circunscripción 10 (correspondiente a las provincias de Talca y Curicó en la Región del Maule), siendo electo con la primera mayoría, junto a Jaime Gazmuri, para el período 2002-2010. Presidió las comisiones permanentes de Relaciones Exteriores; y de Agricultura. Participó en las comisiones permanentes de Defensa Nacional; de Gobierno, Descentralización y Regionalización; de Gobierno Interior, Regionalización y Municipios; de Medio Ambiente y Bienes Nacionales; de Derechos Humanos, Nacionalidad y Ciudadanía; de Régimen Interior; y de Economía. Integró además, la Comisión Especial de Campos de Hielo Patagónico Sur. Fue también, jefe del Comité de Senadores de la UDI y participó en el grupo interparlamentario chileno-alemán.
En su cargo parlamentario, presidió la Comisión de Educación, Ciencia, Tecnología y Medio Ambiente de la Unión Parlamentaria Mundial y además, en misiones al extranjero, integró la delegación de Chile ante la misma entidad en las reuniones de España, Francia, Turquía, Marruecos, Cuba y Chile.
Entre 2002 y 2004, asumió la vicepresidencia de la UDI. Tras el anuncio del entonces presidente del gremialismo Hernán Larraín de no postular a una reelección Coloma ha establecido su candidatura al cargo y se ha dicho que contaría con el apoyo de los "coroneles" Pablo Longueira y Jovino Novoa, Andrés Chadwick y Evelyn Matthei, junto con los diputados Claudia Nogueira, Felipe Salaberry, Juan Lobos, y los alcaldes Jacqueline van Rysselberghe, Pablo Zalaquett, Gonzalo Cornejo y Mario Olavarría Su oponente fue el diputado José Antonio Kast.
En el año 2008 fue elegido presidente de la UDI por el Consejo General del mismo partido con el 63% de los votos. El 21 de agosto de 2010 resultó reelecto presidente del partido al ganar por un 68,7% a la lista contraria encabezada por el diputado José Antonio Kast. La reelección le significó mantenerse en la presidencia del partido hasta 2012. Decidió no optar a un tercer periodo al frente del partido y entregó el cargo a Patricio Melero el 30 de marzo de ese año.
En las elecciones parlamentarias de 2009, fue nuevamente electo senador por misma Circunscripción 10, por el periodo legislativo 2010-2018. Entre 2010 y 2013, integró las comisiones de Defensa Nacional; y de Agricultura. En 2014 integró las comisiones permanentes de Hacienda; Especial Mixta de Presupuesto; y de Obras Públicas. Mientras que en 2015, mantuvo su participación en la Comisión Permanente de Hacienda.
Paralelamente, el 7 de enero de 2017 asumió una de las vicepresidencias de la UDI, durante la presidencia de la senadora Jacqueline Van Rysselberghe.
En las elecciones parlamentarias de 2017, fue reelegido como senador con la primera mayoría, pero esta vez por la nueva Circunscripción 9, Región del Maule, en el pacto «Chile Vamos», obteniendo 58.616 votos, equivalentes al 15,85% de los sufragios válidamente emitidos, por el período legislativo 2018-2026.
A partir del 4 y 11 de abril de 2018, integra la Comisión Permanente Especial Mixta de Presupuestos y desde el 21 de marzo de 2018 las comisiones permanentes de Hacienda (que presidió entre los años 2022 y 2023); Desafíos del Futuro, Ciencia, Tecnología e Innovación; y de Ética y Transparencia del Senado. El 23 de marzo de 2022 pasa a trabajar en la Comisión Permanente de Agricultura.
Actualmente, tras concluir su mandato como Presidente del Senado, integra la Comisión Permanente Especial Mixta de Presupuestos, la Comisión de Hacienda y desde abril de 2024 preside la Comisión Desafíos del Futuro, Ciencia e Innovación. 

### Presidente del Senado
El 15 de marzo de 2023 asumió la Presidencia del Senado de Chile, cargo que desempeñó hasta el 19 de marzo de 2024.
Durante este tiempo, se enfocó en agilizar la tramitación de proyectos de ley relacionados con la seguridad ciudadana, llamando a impulsar un fast track legislativo para abordar la crisis de seguridad.
El fast track legislativo se concretó como un compromiso suscrito entre el poder Ejecutivo y el poder Legislativo para priorizar 31 iniciativas legislativas sobre la materia. 
Al finalizar su periodo como Presidente del Senado, se lograron despachar 23 de los 31 proyectos de ley priorizados, lo que representa un 75% de la agenda acordada, siendo uno de los periodos legislativos de mayor avance en iniciativas de este tipo. Entre las iniciativas aprobadas se encuentran:
  - Leyes que sancionan los actos preparatorios de sicariato.
  - Nueva ley de usurpaciones.
  - Fortalecimiento de la seguridad privada.
  - Simplificación de procedimientos para construir cárceles.
  - Creación de la fiscalía supraterritorial, entre otras. 
Al terminar su mandato, su gestión fue transversalmente reconocida  por su contribución en impulsar esta agenda de seguridad y por haber logrado que el Senado fuera el único poder del Estado en impulsar una declaración consensuada con motivo de la conmemoración de los 50 años del golpe de Estado ocurrido en 1973. 

## Historial electoral
| Año  | Tipo           | Territorio           | Pacto                          | Partido | Votos   | %     | Resultado |
| ---- | -------------- | -------------------- | ------------------------------ | ------- | ------- | ----- | --------- |
| 1989 | Parlamentarias | 31.º distrito        | Democracia y Progreso          | UDI     | 29 348  | 20.51 | Diputado  |
| 1993 | Parlamentarias | 31.º distrito        | Unión por el Progreso de Chile | UDI     | 49 076  | 32.73 | Diputado  |
| 1997 | Parlamentarias | 31.º distrito        | Unión por Chile                | UDI     | 62 772  | 47.53 | Diputado  |
| 2001 | Parlamentarias | 10.ª circunscripción | Alianza por Chile              | UDI     | 104 179 | 40.84 | Senador   |
| 2009 | Parlamentarias | 10.ª circunscripción | Coalición por el Cambio        | UDI     | 97 614  | 35.22 | Senador   |
| 2017 | Parlamentarias | 9.ª circunscripción  | Chile Vamos                    | UDI     | 58 616  | 15.85 | Senador   |

## Controversias

### Ranking del Movilh
En el IX Informe Anual de Derechos Humanos de las Minorías sexuales en Chile, realizado anualmente por el Movimiento de Integración y Liberación Homosexual (Movilh), Coloma se ubicó, junto al entonces presidente de Renovación Nacional (RN) Carlos Larraín, en el segundo lugar del ranking de homofobia que evalúa las posturas de personajes públicos respecto a los derechos de minorías sexuales en el año 2010. Sin embargo, no era la primera vez que aparecía en dicho ranking, apareciendo con otros políticos (exclusivamente pertenecientes a los partidos de la derecha política UDI y RN) también el año anterior.

### Transgénicos y Monsanto
El 29 de julio de 2013, la Comisión de Agricultura del Senado de Chile aprobó la denominada Ley de Obtentores Vegetales, también conocida como la «Ley Monsanto», por tres votos a favor, conformados por los derechistas Juan Coloma (UDI), Hernán Larraín (UDI) y José García Ruminot (RN) versus dos votos en contra, por parte de la centro izquierda Ximena Rincón (PDC) y Juan Pablo Letelier (PS).[cita requerida]

### Oposición hacia el aborto
El 18 de julio de 2017, mientras se estaba discutiendo en el Senado el proyecto de ley de aborto por tres causales, generó gran polémica cuando mencionó que las mujeres que realizaron abortos clandestinos y fueron encarceladas por ello, se lo tenían bien merecido, ya que según él, provocan un grave daño moral, social y delictual. Esto generó un fuerte rechazo en las redes sociales y por personalidades públicas, en donde se le criticó su falta de empatía y consideración hacia las mujeres chilenas.

### Incidente entre Coloma y gobernadora regional del Maule durante visita presidencial
El 7 de enero de 2022, durante la visita del entonces presidente Sebastián Piñera para inaugurar el nuevo Hospital Provincial de Curicó, evento que contó con las autoridades locales, entre ellos Coloma y la polémica gobernadora regional Cristina Bravo, se les pidió a las autoridades saludar levantando las manos, momento en el cual Coloma, al ver que Bravo no levantaba su mano, forcejeó con esta, obligándola a realizar la acción en contra de su voluntad y de una manera brusca. Tras viralizarse este hecho, Coloma pidió disculpas públicas a través de su cuenta de Twitter, indicando además que había llamado de forma privada a la gobernadora para pedir las disculpas del caso.